# Macclenny
La ville américaine de Macclenny est le siège du comté de Baker, en Floride.

## Histoire
La ville est nommée en l'honneur de H.C. Macclenny, qui possédait de nombreuses terres dans la région.

## Démographie
| 1890 | 1900 | 1910 | 1920 | 1930 | 1940 |
| ---- | ---- | ---- | ---- | ---- | ---- |
| 334  | 350  | 388  | 350  | 519  | 771  |

| 1950  | 1960  | 1970  | 1980  | 1990  | 2000  |
| ----- | ----- | ----- | ----- | ----- | ----- |
| 1 177 | 2 671 | 2 733 | 3 851 | 3 966 | 4 459 |

| 2010  | - | - | - | - | - |
| ----- | - | - | - | - | - |
| 6 374 | - | - | - | - | - |

Lors du recensement de 2010, elle comptait 6 374 habitants. La municipalité s'étend sur 4,74 milles carrés (12,28 km2).